# Dreiging in het westen
Dreiging in het westen is het tweede album van de stripreeks Blueberry van Jean-Michel Charlier (scenario) en Jean Giraud en Jijé (tekeningen). Het album behoort samen met Fort Navajo, De eenzame adelaar, de lange weg naar Cochise en Oorlog of vrede tot een cyclus van vijf verhalen die handelen over de Indiaanse oorlog. 

## Verhaal
Fort Navajo is geheel afgesneden van de buitenwereld door de opstandige Apache. In het fort voert de indianenhater majoor Bascom het commando omdat commandant Dickson door een giftige slag is gebeten. Bascom is fel gekant tegen de indianen en richt zijn haat op luitenant Crowe, een mestizo. Uit wraak laat deze de indianen uit het fort ontsnappen. Blueberry is vastbesloten om een geneesmiddel voor de commandant uit het stadje Tucson op te halen. Om daar te komen moet hij ongezien door het grondgebied van Apachen. 
Platen 28 t/m 36 en vak 1, strook 1, plaat 37 getekend door Jijé wegens vakantie Giraud.

## Hoofdpersonen
- Blueberry, cavalerie luitenant
- Graig, luitenant
- Bascom, Major die een hekel heeft aan Indianen
- Crowe, luitenant en halfbloed Indiaan